# John Allen (amerikansk fotboll)
John Allen har varit tränare för NFL Europa-klubben Berlin Thunder. Han började sin karriär inom amerikansk fotboll på planen som wide receiver på James Madison University i USA.